# Liste der Lieder von Accept
Dies ist eine Liste der Lieder der deutschen Heavy-Metal-Musikgruppe Accept. Des Weiteren befinden sich alle regulären Studio- und Livetracks in dieser alphabetisch sortierten Liste. Sie gibt Auskunft über die Urheber und Sänger. Single-Auskopplungen sind fett gedruckt.

## Liste
| Song                             | Album                               | Jahr | Autoren                                                                                                   | Gesang            |
| -------------------------------- | ----------------------------------- | ---- | --- | ----------------- |
| 200 Years                        | Blind Rage                          | 2014 | Peter Baltes, Wolf Hoffmann, Mark Tornillo                                                                | Mark Tornillo     |
| Against the World                | Stalingrad: Brothers in Death       | 2012 | Peter Baltes, Wolf Hoffmann, Mark Tornillo                                                                | Mark Tornillo     |
| Ahead of the Pack                | Restless and Wild                   | 1982 | Wolf Hoffmann, Stefan Kaufmann, Udo Dirkschneider, Peter Baltes                                           | Udo Dirkschneider |
| Aiming High                      | Russian Roulette                    | 1986 | Udo Dirkschneider, Wolf Hoffmann, Jörg Fischer, Peter Baltes, Stefan Kaufmann, Deaffy, Gaby Hoffman       | Udo Dirkschneider |
| Aiming High (Live)               | Blind Rage (DVD)                    | 2013 | Udo Dirkschneider, Wolf Hoffmann, Jörg Fischer, Peter Baltes, Stefan Kaufmann, Deaffy, Gaby Hoffman       | Mark Tornillo     |
| All or Nothing                   | Objection Overruled                 | 1993 | Udo Dirkschneider, Wolf Hoffmann, Peter Baltes, Stefan Kaufmann, Deaffy, Gaby Hoffman                     | Udo Dirkschneider |
| Amamos la Vida                   | Objection Overruled                 | 1993 | Udo Dirkschneider, Wolf Hoffmann, Peter Baltes, Stefan Kaufmann, Deaffy, Gaby Hoffman                     | Udo Dirkschneider |
| Amamos la Vida (Live)            | Blind Rage (DVD)                    | 2013 | Udo Dirkschneider, Wolf Hoffmann, Peter Baltes, Stefan Kaufmann, Deaffy, Gaby Hoffman                     | Mark Tornillo     |
| Analog Man                       | The Rise of Chaos                   | 2017 | Mark Tornillo, Wolf Hoffmann, Uwe Lulis, Peter Baltes, Christopher Williams                               | Mark Tornillo     |
| Another Second to Be             | Russian Roulette                    | 1986 | Udo Dirkschneider, Wolf Hoffmann, Jörg Fischer, Peter Baltes, Stefan Kaufmann, Deaffy, Gaby Hoffman       | Udo Dirkschneider |
| Bad Habits Die Hard              | Death Row                           | 1994 | Udo Dirkschneider, Wolf Hoffmann, Peter Baltes, Stefan Kaufmann, Stefan Schwarzmann, Deaffy, Gaby Hoffman | Udo Dirkschneider |
| Bad Habits Die Hard (Live)       | All Areas – Worldwide               | 1997 | Udo Dirkschneider, Wolf Hoffmann, Peter Baltes, Stefan Kaufmann, Stefan Schwarzmann, Deaffy, Gaby Hoffman | Udo Dirkschneider |
| Bad Religion                     | Death Row                           | 1994 | Udo Dirkschneider, Wolf Hoffmann, Peter Baltes, Stefan Kaufmann, Stefan Schwarzmann, Deaffy, Gaby Hoffman | Udo Dirkschneider |
| Balls to the Wall                | Balls to the Wall                   | 1983 | Udo Dirkschneider, Herman Frank, Wolf Hoffmann, Peter Baltes, Stefan Kaufmann, Deaffy, Gaby Hoffman       | Udo Dirkschneider |
| Balls to the Wall (Videoclip)    | A Metal Blast from the Past (DVD)   | 1983 | Udo Dirkschneider, Herman Frank, Wolf Hoffmann, Peter Baltes, Stefan Kaufmann, Deaffy, Gaby Hoffman       | Udo Dirkschneider |
| Balls to the Wall (Live)         | Staying a Life                      | 1985 | Udo Dirkschneider, Herman Frank, Wolf Hoffmann, Peter Baltes, Stefan Kaufmann, Deaffy, Gaby Hoffman       | Udo Dirkschneider |
| Balls to the Wall (Live)         | A Metal Blast from the Past (DVD)   | 1985 | Udo Dirkschneider, Herman Frank, Wolf Hoffmann, Peter Baltes, Stefan Kaufmann, Deaffy, Gaby Hoffman       | Udo Dirkschneider |
| Balls to the Wall (Live)         | All Areas – Worldwide               | 1997 | Udo Dirkschneider, Herman Frank, Wolf Hoffmann, Peter Baltes, Stefan Kaufmann, Deaffy, Gaby Hoffman       | Udo Dirkschneider |
| Balls to the Wall (Live)         | Blind Rage (DVD)                    | 2013 | Udo Dirkschneider, Herman Frank, Wolf Hoffmann, Peter Baltes, Stefan Kaufmann, Deaffy, Gaby Hoffman       | Mark Tornillo     |
| Beat the Bastards                | Blood of the Nations                | 2010 | Peter Baltes, Wolf Hoffmann, Mark Tornillo                                                                | Mark Tornillo     |
| Blood of the Nations             | Blood of the Nations                | 2010 | Peter Baltes, Wolf Hoffmann, Mark Tornillo                                                                | Mark Tornillo     |
| Bloodbath Mastermind             | Blind Rage                          | 2014 | Peter Baltes, Wolf Hoffmann, Mark Tornillo                                                                | Mark Tornillo     |
| Bound to Fail                    | Metal Heart                         | 1985 | Udo Dirkschneider, Wolf Hoffmann, Jörg Fischer, Peter Baltes, Stefan Kaufmann, Deaffy, Gaby Hoffman       | Udo Dirkschneider |
| Bound to Fail / Outro (Live)     | Staying a Life                      | 1985 | Udo Dirkschneider, Wolf Hoffmann, Jörg Fischer, Peter Baltes, Stefan Kaufmann, Deaffy, Gaby Hoffman       | Udo Dirkschneider |
| Bound to Fail / Outro (Live)     | A Metal Blast from the Past (DVD)   | 1985 | Udo Dirkschneider, Wolf Hoffmann, Jörg Fischer, Peter Baltes, Stefan Kaufmann, Deaffy, Gaby Hoffman       | Udo Dirkschneider |
| Break the Ice                    | Eat the Heat                        | 1989 | David Reece, Wolf Hoffmann, Peter Baltes, Stefan Kaufmann, Jim Stacey, Deaffy, Gaby Hoffman               | David Reece       |
| Breaker                          | Breaker                             | 1981 | Udo Dirkschneider, Wolf Hoffmann, Jörg Fischer, Peter Baltes, Stefan Kaufmann                             | Udo Dirkschneider |
| Breaker (Live)                   | Staying a Life                      | 1985 | Udo Dirkschneider, Wolf Hoffmann, Jörg Fischer, Peter Baltes, Stefan Kaufmann                             | Udo Dirkschneider |
| Breaker (Live)                   | A Metal Blast from the Past (DVD)   | 1985 | Udo Dirkschneider, Wolf Hoffmann, Jörg Fischer, Peter Baltes, Stefan Kaufmann                             | Udo Dirkschneider |
| Breaker (Live)                   | All Areas – Worldwide               | 1997 | Udo Dirkschneider, Wolf Hoffmann, Jörg Fischer, Peter Baltes, Stefan Kaufmann                             | Udo Dirkschneider |
| Breaker (Live)                   | Blind Rage (DVD)                    | 2013 | Udo Dirkschneider, Wolf Hoffmann, Jörg Fischer, Peter Baltes, Stefan Kaufmann                             | Mark Tornillo     |
| Breaking Up Again                | Breaker                             | 1981 | Udo Dirkschneider, Wolf Hoffmann, Jörg Fischer, Peter Baltes, Stefan Kaufmann                             | Peter Baltes      |
| Bucket Full of Hate              | Blood of the Nations                | 2010 | Peter Baltes, Wolf Hoffmann, Mark Tornillo                                                                | Mark Tornillo     |
| Bucket Full of Hate (Live)       | Blind Rage (DVD)                    | 2013 | Peter Baltes, Wolf Hoffmann, Mark Tornillo                                                                | Mark Tornillo     |
| Bulletproof                      | Objection Overruled                 | 1993 | Udo Dirkschneider, Wolf Hoffmann, Peter Baltes, Stefan Kaufmann, Deaffy, Gaby Hoffman                     | Udo Dirkschneider |
| Bulletproof (Live)               | All Areas – Worldwide               | 1997 | Udo Dirkschneider, Wolf Hoffmann, Peter Baltes, Stefan Kaufmann, Deaffy, Gaby Hoffman                     | Udo Dirkschneider |
| Bulletproof (Live)               | Blind Rage (DVD)                    | 2013 | Udo Dirkschneider, Wolf Hoffmann, Peter Baltes, Stefan Kaufmann, Deaffy, Gaby Hoffman                     | Mark Tornillo     |
| Burning                          | Breaker                             | 1981 | Udo Dirkschneider, Wolf Hoffmann, Jörg Fischer, Peter Baltes, Stefan Kaufmann                             | Udo Dirkschneider |
| Burning (Live)                   | Staying a Life                      | 1985 | Udo Dirkschneider, Wolf Hoffmann, Jörg Fischer, Peter Baltes, Stefan Kaufmann                             | Udo Dirkschneider |
| Can’t Stand the Night            | Breaker                             | 1981 | Udo Dirkschneider, Wolf Hoffmann, Jörg Fischer, Peter Baltes, Stefan Kaufmann                             | Udo Dirkschneider |
| Carry The Weight                 | The Rise of Chaos                   | 2017 | Mark Tornillo, Wolf Hoffmann, Uwe Lulis, Peter Baltes, Christopher Williams                               | Mark Tornillo     |
| Chain Reaction                   | Eat the Heat                        | 1989 | David Reece, Wolf Hoffmann, Peter Baltes, Stefan Kaufmann, Jim Stacey, Deaffy, Gaby Hoffman               | David Reece       |
| China Lady                       | I’m a Rebel                         | 1980 | Udo Dirkschneider, Peter Baltes, Wolf Hoffmann, Jörg Fischer, Stefan Kaufmann, Dirk Steffens              | Udo Dirkschneider |
| Crossroads                       | Predator                            | 1996 | Peter Baltes, Wolf Hoffmann, Udo Dirkschneider, Deaffy, Gaby Hoffman                                      | Udo Dirkschneider |
| Crucified                        | Predator                            | 1996 | Wolf Hoffmann, Peter Baltes, Udo Dirkschneider, Deaffy, Gaby Hoffman                                      | Udo Dirkschneider |
| D-Train                          | Eat the Heat                        | 1989 | David Reece, Wolf Hoffmann, Peter Baltes, Stefan Kaufmann, Jim Stacey, Deaffy, Gaby Hoffman               | David Reece       |
| Dark Side Of My Heart            | Blind Rage                          | 2014 | Peter Baltes, Wolf Hoffmann, Mark Tornillo                                                                | Mark Tornillo     |
| Dead on                          | Death Row                           | 1994 | Udo Dirkschneider, Wolf Hoffmann, Peter Baltes, Stefan Kaufmann, Stefan Schwarzmann, Deaffy, Gaby Hoffman | Udo Dirkschneider |
| Death Row                        | Death Row                           | 1994 | Udo Dirkschneider, Wolf Hoffmann, Peter Baltes, Stefan Kaufmann, Stefan Schwarzmann, Deaffy, Gaby Hoffman | Udo Dirkschneider |
| Death Row (Videoclip)            | A Metal Blast from the Past (DVD)   | 1994 | Udo Dirkschneider, Wolf Hoffmann, Peter Baltes, Stefan Kaufmann, Stefan Schwarzmann, Deaffy, Gaby Hoffman | Udo Dirkschneider |
| Death Row (Live)                 | All Areas – Worldwide               | 1997 | Udo Dirkschneider, Wolf Hoffmann, Peter Baltes, Stefan Kaufmann, Stefan Schwarzmann, Deaffy, Gaby Hoffman | Udo Dirkschneider |
| Demon’s Night                    | Restless and Wild                   | 1982 | Wolf Hoffmann, Stefan Kaufmann, Udo Dirkschneider, Peter Baltes                                           | Udo Dirkschneider |
| Die By The Sword                 | The Rise of Chaos                   | 2017 | Mark Tornillo, Wolf Hoffmann, Uwe Lulis, Peter Baltes, Christopher Williams                               | Mark Tornillo     |
| Diggin’ in the Dirt              | Predator                            | 1996 | Wolf Hoffmann, Peter Baltes, Udo Dirkschneider, Deaffy, Gaby Hoffman                                      | Udo Dirkschneider |
| Do It                            | I’m a Rebel                         | 1980 | Udo Dirkschneider, Peter Baltes, Wolf Hoffmann, Jörg Fischer, Stefan Kaufmann                             | Udo Dirkschneider |
| Dogs on Leads                    | Metal Heart                         | 1985 | Udo Dirkschneider, Wolf Hoffmann, Jörg Fischer, Peter Baltes, Stefan Kaufmann, Deaffy, Gaby Hoffman       | Udo Dirkschneider |
| Dogs on Leads (Live)             | Staying a Life                      | 1985 | Udo Dirkschneider, Wolf Hoffmann, Jörg Fischer, Peter Baltes, Stefan Kaufmann, Deaffy, Gaby Hoffman       | Udo Dirkschneider |
| Don’t Give a Damn                | Predator                            | 1996 | Wolf Hoffmann, Peter Baltes, Udo Dirkschneider, Deaffy, Gaby Hoffman                                      | Udo Dirkschneider |
| Donation                         | Objection Overruled                 | 1993 | Udo Dirkschneider, Wolf Hoffmann, Peter Baltes, Stefan Kaufmann, Deaffy, Gaby Hoffman                     | Udo Dirkschneider |
| Don’t Go Stealin’ My Soul Away   | Restless and Wild                   | 1982 | Wolf Hoffmann, Stefan Kaufmann, Udo Dirkschneider, Peter Baltes, Robert A. Smith-Diesel                   | Udo Dirkschneider |
| Down and Out                     | Breaker                             | 1981 | Udo Dirkschneider, Wolf Hoffmann, Jörg Fischer, Peter Baltes, Stefan Kaufmann                             | Udo Dirkschneider |
| Drifting Apart (Drifting Away)   | Death Row                           | 1994 | Wolf Hoffmann, Peter Baltes                                                                               | Instrumental      |
| Dying Breed                      | Blind Rage                          | 2014 | Peter Baltes, Wolf Hoffmann, Mark Tornillo                                                                | Mark Tornillo     |
| Fall Of The Empire               | Blind Rage                          | 2014 | Peter Baltes, Wolf Hoffmann, Mark Tornillo                                                                | Mark Tornillo     |
| Fast as a Shark                  | Restless and Wild                   | 1982 | Wolf Hoffmann, Stefan Kaufmann, Udo Dirkschneider, Peter Baltes                                           | Udo Dirkschneider |
| Fast as a Shark (Live)           | Staying a Life                      | 1985 | Wolf Hoffmann, Stefan Kaufmann, Udo Dirkschneider, Peter Baltes                                           | Udo Dirkschneider |
| Fast as a Shark (Live)           | A Metal Blast from the Past (DVD)   | 1985 | Wolf Hoffmann, Stefan Kaufmann, Udo Dirkschneider, Peter Baltes                                           | Udo Dirkschneider |
| Fast as a Shark (Live)           | All Areas – Worldwide               | 1997 | Wolf Hoffmann, Stefan Kaufmann, Udo Dirkschneider, Peter Baltes                                           | Udo Dirkschneider |
| Fast as a Shark (Live)           | Blind Rage (DVD)                    | 2013 | Wolf Hoffmann, Stefan Kaufmann, Udo Dirkschneider, Peter Baltes                                           | Mark Tornillo     |
| Feelings                         | Breaker                             | 1981 | Udo Dirkschneider, Wolf Hoffmann, Jörg Fischer, Peter Baltes, Stefan Kaufmann                             | Udo Dirkschneider |
| Fight It Back                    | Balls to the Wall                   | 1983 | Udo Dirkschneider, Herman Frank, Wolf Hoffmann, Peter Baltes, Stefan Kaufmann, Deaffy, Gaby Hoffman       | Udo Dirkschneider |
| Final Journey                    | Blind Rage                          | 2014 | Peter Baltes, Wolf Hoffmann, Mark Tornillo                                                                | Mark Tornillo     |
| Flash Rockin’ Man                | Restless and Wild                   | 1982 | Wolf Hoffmann, Stefan Kaufmann, Udo Dirkschneider, Peter Baltes                                           | Udo Dirkschneider |
| Flash Rockin’ Man (Live)         | Staying a Life                      | 1985 | Wolf Hoffmann, Stefan Kaufmann, Udo Dirkschneider, Peter Baltes                                           | Udo Dirkschneider |
| Flash to Bang Time               | Stalingrad: Brothers in Death       | 2012 | Peter Baltes, Wolf Hoffmann, Mark Tornillo                                                                | Mark Tornillo     |
| Free Me Now                      | Accept                              | 1979 | Udo Dirkschneider, Peter Baltes, Wolf Hoffmann, Jörg Fischer, Frank Friedrich                             | Udo Dirkschneider |
| From The Ashes We Rise           | Blind Rage                          | 2014 | Peter Baltes, Wolf Hoffmann, Mark Tornillo                                                                | Mark Tornillo     |
| Generation Clash                 | Eat the Heat                        | 1989 | David Reece, Wolf Hoffmann, Peter Baltes, Stefan Kaufmann, Jim Stacey, Deaffy, Gaby Hoffman               | David Reece       |
| Generation Clash (Videoclip)     | A Metal Blast from the Past (DVD)   | 1989 | David Reece, Wolf Hoffmann, Peter Baltes, Stefan Kaufmann, Jim Stacey, Deaffy, Gaby Hoffman               | David Reece       |
| Generation Clash II              | Death Row                           | 1994 | Udo Dirkschneider, Wolf Hoffmann, Peter Baltes, Stefan Kaufmann, Stefan Schwarzmann, Deaffy, Gaby Hoffman | Udo Dirkschneider |
| Get Ready                        | Restless and Wild                   | 1982 | Wolf Hoffmann, Stefan Kaufmann, Udo Dirkschneider, Peter Baltes, Robert A. Smith-Diesel                   | Udo Dirkschneider |
| Glad to Be Alone                 | Accept                              | 1979 | Udo Dirkschneider, Peter Baltes, Wolf Hoffmann, Jörg Fischer, Frank Friedrich                             | Udo Dirkschneider |
| Guardian of the Night            | Balls to the Wall                   | 1983 | Udo Dirkschneider, Herman Frank, Wolf Hoffmann, Peter Baltes, Stefan Kaufmann, Deaffy, Gaby Hoffman       | Udo Dirkschneider |
| Guitar Solo Wolf (Live)          | Staying a Life                      | 1985 | Wolf Hoffmann                                                                                             | Instrumental      |
| Guitar Solo Wolf (Live)          | Blind Rage (DVD)                    | 2013 | Wolf Hoffmann                                                                                             | Instrumental      |
| Guns ’R’ Us                      | Death Row                           | 1994 | Udo Dirkschneider, Wolf Hoffmann, Peter Baltes, Stefan Kaufmann, Stefan Schwarzmann, Deaffy, Gaby Hoffman | Udo Dirkschneider |
| Hard Attack                      | Predator                            | 1996 | Wolf Hoffmann, Peter Baltes, Udo Dirkschneider                                                            | Udo Dirkschneider |
| Head over Heels                  | Balls to the Wall                   | 1983 | Udo Dirkschneider, Herman Frank, Wolf Hoffmann, Peter Baltes, Stefan Kaufmann, Deaffy, Gaby Hoffman       | Udo Dirkschneider |
| Head over Heels (Live)           | Kaizoku-Ban                         | 1985 | Udo Dirkschneider, Herman Frank, Wolf Hoffmann, Peter Baltes, Stefan Kaufmann, Deaffy, Gaby Hoffman       | Udo Dirkschneider |
| Head over Heels (Live)           | Staying a Life                      | 1985 | Udo Dirkschneider, Herman Frank, Wolf Hoffmann, Peter Baltes, Stefan Kaufmann, Deaffy, Gaby Hoffman       | Udo Dirkschneider |
| Heaven Is Hell                   | Russian Roulette                    | 1986 | Udo Dirkschneider, Wolf Hoffmann, Jörg Fischer, Peter Baltes, Stefan Kaufmann, Deaffy, Gaby Hoffman       | Udo Dirkschneider |
| Helldriver                       | Accept                              | 1979 | Udo Dirkschneider, Peter Baltes, Wolf Hoffmann, Jörg Fischer, Frank Friedrich                             | Udo Dirkschneider |
| Hellfire                         | Stalingrad: Brothers in Death       | 2012 | Peter Baltes, Wolf Hoffmann, Mark Tornillo                                                                | Mark Tornillo     |
| Hellfire (Live)                  | Blind Rage (DVD)                    | 2013 | Peter Baltes, Wolf Hoffmann, Mark Tornillo                                                                | Mark Tornillo     |
| Hellhammer                       | Eat the Heat                        | 1989 | David Reece, Wolf Hoffmann, Peter Baltes, Stefan Kaufmann, Jim Stacey, Deaffy, Gaby Hoffman               | David Reece       |
| Hole In The Head                 | The Rise of Chaos                   | 2017 | Mark Tornillo, Wolf Hoffmann, Uwe Lulis, Peter Baltes, Christopher Williams                               | Mark Tornillo     |
| How Do We Sleep                  | Too Mean To Die                     | 2021 | Wolf Hoffmann, Mark Tornillo, Deaffy, Gaby Hoffman, Martin Motnik                                         | Mark Tornillo     |
| Hung, Drawn and Quartered        | Stalingrad: Brothers in Death       | 2012 | Peter Baltes, Wolf Hoffmann, Mark Tornillo                                                                | Mark Tornillo     |
| Hung, Drawn and Quartered (Live) | Blind Rage (DVD)                    | 2013 | Peter Baltes, Wolf Hoffmann, Mark Tornillo                                                                | Mark Tornillo     |
| I Can’t Believe in You           | Eat the Heat                        | 1989 | David Reece, Wolf Hoffmann, Peter Baltes, Stefan Kaufmann, Jim Stacey, Deaffy, Gaby Hoffman               | David Reece       |
| I Don’t Wanna Be Like You        | Objection Overruled                 | 1993 | Udo Dirkschneider, Wolf Hoffmann, Peter Baltes, Stefan Kaufmann, Deaffy, Gaby Hoffman                     | Udo Dirkschneider |
| I Don’t Wanna Be Like You (Live) | All Areas – Worldwide               | 1997 | Udo Dirkschneider, Wolf Hoffmann, Peter Baltes, Stefan Kaufmann, Deaffy, Gaby Hoffman                     | Udo Dirkschneider |
| I Wanna Be No Hero               | I’m a Rebel                         | 1980 | Udo Dirkschneider, Peter Baltes, Wolf Hoffmann, Jörg Fischer, Stefan Kaufmann, Dirk Steffens              | Udo Dirkschneider |
| I’m a Rebel                      | I’m a Rebel                         | 1980 | George Alexander                                                                                          | Udo Dirkschneider |
| I’m a Rebel (Videoclip)          | A Metal Blast from the Past (DVD)   | 1980 | George Alexander                                                                                          | Udo Dirkschneider |
| Intro (Live)                     | Blind Rage (DVD)                    | 2013 | | Instrumental      |
| It Ain’t Over Yet                | Predator                            | 1996 | Wolf Hoffmann, Peter Baltes                                                                               | Peter Baltes      |
| It’s Hard to Find a Way          | Russian Roulette                    | 1986 | Udo Dirkschneider, Wolf Hoffmann, Jörg Fischer, Peter Baltes, Stefan Kaufmann, Deaffy, Gaby Hoffman       | Udo Dirkschneider |
| Just by My Own                   | Objection Overruled                 | 1993 | Udo Dirkschneider, Wolf Hoffmann, Peter Baltes, Stefan Kaufmann, Deaffy, Gaby Hoffman                     | Instrumental      |
| Kill the Pain                    | Blood of the Nations                | 2010 | Peter Baltes, Wolf Hoffmann, Mark Tornillo                                                                | Mark Tornillo     |
| Koolaid                          | The Rise of Chaos                   | 2017 | Wolf Hoffmann, Peter Baltes, Mark Tornillo                                                                | Mark Tornillo     |
| Lady Lou                         | Accept                              | 1979 | Udo Dirkschneider, Peter Baltes, Wolf Hoffmann, Jörg Fischer, Frank Friedrich                             | Udo Dirkschneider |
| Land of the Free                 | Blood of the Nations                | 2010 | Peter Baltes, Wolf Hoffmann, Mark Tornillo                                                                | Mark Tornillo     |
| Lay It Down                      | Predator                            | 1996 | Wolf Hoffmann, Peter Baltes, Deaffy, Gaby Hoffman                                                         | Peter Baltes      |
| Like a Loaded Gun                | Death Row                           | 1994 | Udo Dirkschneider, Wolf Hoffmann, Peter Baltes, Stefan Kaufmann, Stefan Schwarzmann, Deaffy, Gaby Hoffman | Udo Dirkschneider |
| Living for Tonite                | Metal Heart                         | 1985 | Udo Dirkschneider, Wolf Hoffmann, Jörg Fischer, Peter Baltes, Stefan Kaufmann, Deaffy, Gaby Hoffman       | Udo Dirkschneider |
| Living for Tonite (Live)         | Kaizoku-Ban                         | 1985 | Udo Dirkschneider, Wolf Hoffmann, Jörg Fischer, Peter Baltes, Stefan Kaufmann, Deaffy, Gaby Hoffman       | Udo Dirkschneider |
| Living for Tonite (Live)         | Staying a Life                      | 1985 | Udo Dirkschneider, Wolf Hoffmann, Jörg Fischer, Peter Baltes, Stefan Kaufmann, Deaffy, Gaby Hoffman       | Udo Dirkschneider |
| Living for Tonite (Live)         | A Metal Blast from the Past (DVD)   | 1985 | Udo Dirkschneider, Wolf Hoffmann, Jörg Fischer, Peter Baltes, Stefan Kaufmann, Deaffy, Gaby Hoffman       | Udo Dirkschneider |
| Locked and Loaded                | Blood of the Nations                | 2010 | Peter Baltes, Wolf Hoffmann, Mark Tornillo                                                                | Mark Tornillo     |
| London Leatherboys               | Balls to the Wall                   | 1983 | Udo Dirkschneider, Herman Frank, Wolf Hoffmann, Peter Baltes, Stefan Kaufmann, Deaffy, Gaby Hoffman       | Udo Dirkschneider |
| London Leatherboys (Live)        | Staying a Life                      | 1985 | Udo Dirkschneider, Herman Frank, Wolf Hoffmann, Peter Baltes, Stefan Kaufmann, Deaffy, Gaby Hoffman       | Udo Dirkschneider |
| London Leatherboys (Live)        | Staying a Life (VHS)                | 1985 | Udo Dirkschneider, Herman Frank, Wolf Hoffmann, Peter Baltes, Stefan Kaufmann, Deaffy, Gaby Hoffman       | Udo Dirkschneider |
| London Leatherboys (Live)        | All Areas – Worldwide               | 1997 | Udo Dirkschneider, Herman Frank, Wolf Hoffmann, Peter Baltes, Stefan Kaufmann, Deaffy, Gaby Hoffman       | Udo Dirkschneider |
| Losers and Winners               | Balls to the Wall                   | 1983 | Udo Dirkschneider, Herman Frank, Wolf Hoffmann, Peter Baltes, Stefan Kaufmann, Deaffy, Gaby Hoffman       | Udo Dirkschneider |
| Losers and Winners (Live)        | Blind Rage (DVD)                    | 2013 | Udo Dirkschneider, Herman Frank, Wolf Hoffmann, Peter Baltes, Stefan Kaufmann, Deaffy, Gaby Hoffman       | Mark Tornillo     |
| Losing More Than You’ve Ever Had | Balls to the Wall                   | 1983 | Udo Dirkschneider, Herman Frank, Wolf Hoffmann, Peter Baltes, Stefan Kaufmann, Deaffy, Gaby Hoffman       | Udo Dirkschneider |
| Love Child                       | Balls to the Wall                   | 1983 | Udo Dirkschneider, Herman Frank, Wolf Hoffmann, Peter Baltes, Stefan Kaufmann, Deaffy, Gaby Hoffman       | Udo Dirkschneider |
| Love Child (Live)                | Kaizoku-Ban                         | 1985 | Udo Dirkschneider, Herman Frank, Wolf Hoffmann, Peter Baltes, Stefan Kaufmann, Deaffy, Gaby Hoffman       | Udo Dirkschneider |
| Love Child (Live)                | Staying a Life                      | 1985 | Udo Dirkschneider, Herman Frank, Wolf Hoffmann, Peter Baltes, Stefan Kaufmann, Deaffy, Gaby Hoffman       | Udo Dirkschneider |
| Love Sensation                   | Eat the Heat                        | 1989 | David Reece, Wolf Hoffmann, Peter Baltes, Stefan Kaufmann, Jim Stacey, Deaffy, Gaby Hoffman               | David Reece       |
| Making Me Scream                 | Predator                            | 1996 | Wolf Hoffmann, Peter Baltes, Udo Dirkschneider, Deaffy, Gaby Hoffman                                      | Udo Dirkschneider |
| Man Enough to Cry                | Russian Roulette                    | 1986 | Udo Dirkschneider, Wolf Hoffmann, Jörg Fischer, Peter Baltes, Stefan Kaufmann, Deaffy, Gaby Hoffman       | Udo Dirkschneider |
| Metal Heart                      | Metal Heart                         | 1985 | Udo Dirkschneider, Wolf Hoffmann, Jörg Fischer, Peter Baltes, Stefan Kaufmann, Deaffy, Gaby Hoffman       | Udo Dirkschneider |
| Metal Heart (Live)               | Kaizoku-Ban                         | 1985 | Udo Dirkschneider, Wolf Hoffmann, Jörg Fischer, Peter Baltes, Stefan Kaufmann, Deaffy, Gaby Hoffman       | Udo Dirkschneider |
| Metal Heart (Live)               | Staying a Life                      | 1985 | Udo Dirkschneider, Wolf Hoffmann, Jörg Fischer, Peter Baltes, Stefan Kaufmann, Deaffy, Gaby Hoffman       | Udo Dirkschneider |
| Metal Heart (Live)               | A Metal Blast from the Past (DVD)   | 1985 | Udo Dirkschneider, Wolf Hoffmann, Jörg Fischer, Peter Baltes, Stefan Kaufmann, Deaffy, Gaby Hoffman       | Udo Dirkschneider |
| Metal Heart (Live)               | All Areas – Worldwide               | 1997 | Udo Dirkschneider, Wolf Hoffmann, Jörg Fischer, Peter Baltes, Stefan Kaufmann, Deaffy, Gaby Hoffman       | Udo Dirkschneider |
| Metal Heart (Live)               | Blind Rage (DVD)                    | 2013 | Udo Dirkschneider, Wolf Hoffmann, Jörg Fischer, Peter Baltes, Stefan Kaufmann, Deaffy, Gaby Hoffman       | Mark Tornillo     |
| Midnight Highway                 | Breaker                             | 1981 | Udo Dirkschneider, Wolf Hoffmann, Jörg Fischer, Peter Baltes, Stefan Kaufmann                             | Peter Baltes      |
| Midnight Mover                   | Metal Heart                         | 1985 | Udo Dirkschneider, Wolf Hoffmann, Jörg Fischer, Peter Baltes, Stefan Kaufmann, Deaffy, Gaby Hoffman       | Udo Dirkschneider |
| Midnight Mover (Videoclip)       | A Metal Blast from the Past (DVD)   | 1985 | Udo Dirkschneider, Wolf Hoffmann, Jörg Fischer, Peter Baltes, Stefan Kaufmann, Deaffy, Gaby Hoffman       | Udo Dirkschneider |
| Mistreated                       | Eat the Heat                        | 1989 | David Reece, Wolf Hoffmann, Peter Baltes, Stefan Kaufmann, Jim Stacey, Deaffy, Gaby Hoffman               | David Reece       |
| Monsterman                       | Russian Roulette                    | 1986 | Udo Dirkschneider, Wolf Hoffmann, Jörg Fischer, Peter Baltes, Stefan Kaufmann, Deaffy, Gaby Hoffman       | Udo Dirkschneider |
| Monsterman (Live)                | Blind Rage (DVD)                    | 2013 | Udo Dirkschneider, Wolf Hoffmann, Jörg Fischer, Peter Baltes, Stefan Kaufmann, Deaffy, Gaby Hoffman       | Mark Tornillo     |
| Morning Sun                      | A Metal Blast from the Past         | 1980 | | Peter Baltes      |
| Neon Nights                      | Restless and Wild                   | 1982 | Deaffy, Gaby Hoffman, Robert A. Smith-Diesel                                                              | Udo Dirkschneider |
| Neon Nights (Live)               | Staying a Life                      | 1985 | Deaffy, Gaby Hoffman, Robert A. Smith-Diesel                                                              | Udo Dirkschneider |
| Neon Nights (Live)               | Blind Rage (DVD)                    | 2013 | Deaffy, Gaby Hoffman, Robert A. Smith-Diesel                                                              | Mark Tornillo     |
| Never Forget                     | Stalingrad: Brothers in Death       | 2012 | Peter Baltes, Wolf Hoffmann, Mark Tornillo                                                                | Mark Tornillo     |
| New World Comin’                 | Blood of the Nations                | 2010 | Peter Baltes, Wolf Hoffmann, Mark Tornillo                                                                | Mark Tornillo     |
| No Ones Master                   | Too Mean To Die                     | 2021 | Wolf Hoffmann, Mark Tornillo, Martin Motnik                                                               | Mark Tornillo     |
| No Regrets                       | The Rise of Chaos                   | 2017 | Mark Tornillo, Wolf Hoffmann, Uwe Lulis, Peter Baltes, Christopher Williams                               | Mark Tornillo     |
| No Shelter                       | Blood of the Nations                | 2010 | Peter Baltes, Wolf Hoffmann, Mark Tornillo                                                                | Mark Tornillo     |
| No Shelter (Live)                | Stalingrad: Brothers in Death (DVD) | 2011 | Peter Baltes, Wolf Hoffmann, Mark Tornillo                                                                | Mark Tornillo     |
| No Shelter (Live)                | Blind Rage (DVD)                    | 2013 | Peter Baltes, Wolf Hoffmann, Mark Tornillo                                                                | Mark Tornillo     |
| No Time to Lose                  | I’m a Rebel                         | 1980 | Udo Dirkschneider, Peter Baltes, Wolf Hoffmann, Jörg Fischer, Stefan Kaufmann, Dirk Steffens              | Peter Baltes      |
| Not My Problem                   | Too Mean To Die                     | 2021 | Wolf Hoffmann, Mark Tornillo, Deaffy, Gaby Hoffman, Martin Motnik                                         | Mark Tornillo     |
| Objection Overruled              | Objection Overruled                 | 1993 | Udo Dirkschneider, Wolf Hoffmann, Peter Baltes, Stefan Kaufmann, Deaffy, Gaby Hoffman                     | Udo Dirkschneider |
| Objection Overruled (Live)       | A Metal Blast from the Past (DVD)   | 1993 | Udo Dirkschneider, Wolf Hoffmann, Peter Baltes, Stefan Kaufmann, Deaffy, Gaby Hoffman                     | Udo Dirkschneider |
| Overnight Sensation              | Too Mean To Die                     | 2021 | Wolf Hoffmann, Mark Tornillo, Deaffy, Gaby Hoffman                                                        | Mark Tornillo     |
| Pandemic                         | Blood of the Nations                | 2010 | Peter Baltes, Wolf Hoffmann, Mark Tornillo                                                                | Mark Tornillo     |
| Pandemic (Videoclip)             | Stalingrad: Brothers in Death (DVD) | 2010 | Peter Baltes, Wolf Hoffmann, Mark Tornillo                                                                | Mark Tornillo     |
| Pandemic (Live)                  | Stalingrad: Brothers in Death (DVD) | 2011 | Peter Baltes, Wolf Hoffmann, Mark Tornillo                                                                | Mark Tornillo     |
| Pandemic (Live)                  | Blind Rage (DVD)                    | 2013 | Peter Baltes, Wolf Hoffmann, Mark Tornillo                                                                | Mark Tornillo     |
| Pomp and Circumstance            | Death Row                           | 1994 | Edward Elgar                                                                                              | Instrumental      |
| Predator                         | Predator                            | 1996 | Wolf Hoffmann, Udo Dirkschneider, Deaffy, Gaby Hoffman                                                    | Udo Dirkschneider |
| Prejudice                        | Death Row                           | 1994 | Udo Dirkschneider, Wolf Hoffmann, Peter Baltes, Stefan Kaufmann, Stefan Schwarzmann, Deaffy, Gaby Hoffman | Udo Dirkschneider |
| Primitive                        | Predator                            | 1996 | Wolf Hoffmann, Peter Baltes                                                                               | Peter Baltes      |
| Princess of the Dawn             | Restless and Wild                   | 1982 | Deaffy, Gaby Hoffman, Robert A. Smith-Diesel                                                              | Udo Dirkschneider |
| Princess of the Dawn (Live)      | Staying a Life                      | 1985 | Deaffy, Gaby Hoffman, Robert A. Smith-Diesel                                                              | Udo Dirkschneider |
| Princess of the Dawn (Live)      | A Metal Blast from the Past (DVD)   | 1985 | Deaffy, Gaby Hoffman, Robert A. Smith-Diesel                                                              | Udo Dirkschneider |
| Princess of the Dawn (Live)      | All Areas – Worldwide               | 1997 | Deaffy, Gaby Hoffman, Robert A. Smith-Diesel                                                              | Udo Dirkschneider |
| Princess of the Dawn (Live)      | Stalingrad: Brothers in Death (DVD) | 2011 | Deaffy, Gaby Hoffman, Robert A. Smith-Diesel                                                              | Mark Tornillo     |
| Princess of the Dawn (Live)      | Blind Rage (DVD)                    | 2013 | Deaffy, Gaby Hoffman, Robert A. Smith-Diesel                                                              | Mark Tornillo     |
| Prisoner                         | Eat the Heat                        | 1989 | David Reece, Wolf Hoffmann, Peter Baltes, Stefan Kaufmann, Jim Stacey, Deaffy, Gaby Hoffman               | David Reece       |
| Protectors of Terror             | Objection Overruled                 | 1993 | Udo Dirkschneider, Wolf Hoffmann, Peter Baltes, Stefan Kaufmann, Deaffy, Gaby Hoffman                     | Udo Dirkschneider |
| Protectors of Terror (Videoclip) | A Metal Blast from the Past (DVD)   | 1993 | Udo Dirkschneider, Wolf Hoffmann, Peter Baltes, Stefan Kaufmann, Deaffy, Gaby Hoffman                     | Udo Dirkschneider |
| Race To Extinction               | The Rise of Chaos                   | 2017 | Mark Tornillo, Wolf Hoffmann, Uwe Lulis, Peter Baltes, Christopher Williams                               | Mark Tornillo     |
| Restless and Wild                | Restless and Wild                   | 1982 | Wolf Hoffmann, Stefan Kaufmann, Udo Dirkschneider, Peter Baltes, Robert A. Smith-Diesel                   | Udo Dirkschneider |
| Restless and Wild (Live)         | Staying a Life                      | 1985 | Wolf Hoffmann, Stefan Kaufmann, Udo Dirkschneider, Peter Baltes, Robert A. Smith-Diesel                   | Udo Dirkschneider |
| Restless and Wild (Live)         | A Metal Blast from the Past (DVD)   | 1985 | Wolf Hoffmann, Stefan Kaufmann, Udo Dirkschneider, Peter Baltes, Robert A. Smith-Diesel                   | Udo Dirkschneider |
| Restless and Wild (Live)         | All Areas – Worldwide               | 1997 | Wolf Hoffmann, Stefan Kaufmann, Udo Dirkschneider, Peter Baltes, Robert A. Smith-Diesel                   | Udo Dirkschneider |
| Restless and Wild (Live)         | Blind Rage (DVD)                    | 2013 | Wolf Hoffmann, Stefan Kaufmann, Udo Dirkschneider, Peter Baltes, Robert A. Smith-Diesel                   | Udo Dirkschneider |
| Revolution                       | Stalingrad: Brothers in Death       | 2012 | Peter Baltes, Wolf Hoffmann, Mark Tornillo                                                                | Mark Tornillo     |
| Rich & Famous                    | A Metal Blast from the Past         | 1993 | Udo Dirkschneider, Wolf Hoffmann, Peter Baltes, Stefan Kaufmann, Deaffy, Gaby Hoffman                     | Udo Dirkschneider |
| Rocking For The Sun              | A Metal Blast from the Past         | 1980 | | Udo Dirkschneider |
| Rollin’ Thunder                  | Blood of the Nations                | 2010 | Herman Frank                                                                                              | Mark Tornillo     |
| Run If You Can                   | Breaker                             | 1981 | Udo Dirkschneider, Wolf Hoffmann, Jörg Fischer, Peter Baltes, Stefan Kaufmann                             | Udo Dirkschneider |
| Run through the Night            | Predator                            | 1996 | Stefan Kaufmann, Udo Dirkschneider, Deaffy, Gaby Hoffman                                                  | Udo Dirkschneider |
| Russian Roulette                 | Russian Roulette                    | 1986 | Udo Dirkschneider, Wolf Hoffmann, Jörg Fischer, Peter Baltes, Stefan Kaufmann, Deaffy, Gaby Hoffman       | Udo Dirkschneider |
| Sabre Dance                      | Death Row                           | 1994 | Aram Chatschaturjan                                                                                       | Instrumental      |
| Samson And Delilah               | Too Mean To Die                     | 2021 | Wolf Hoffmann, Antonín Dvořák, Camille Saint-Saëns                                                        | Mark Tornillo     |
| Save Us                          | I’m a Rebel                         | 1980 | Udo Dirkschneider, Peter Baltes, Wolf Hoffmann, Jörg Fischer, Stefan Kaufmann                             | Udo Dirkschneider |
| Screaming for a Love-Bite        | Metal Heart                         | 1985 | Udo Dirkschneider, Wolf Hoffmann, Jörg Fischer, Peter Baltes, Stefan Kaufmann, Deaffy, Gaby Hoffman       | Udo Dirkschneider |
| Screaming for a Love-Bite (Live) | Kaizoku-Ban                         | 1985 | Udo Dirkschneider, Wolf Hoffmann, Jörg Fischer, Peter Baltes, Stefan Kaufmann, Deaffy, Gaby Hoffman       | Udo Dirkschneider |
| Screaming for a Love-Bite (Live) | Staying a Life                      | 1985 | Udo Dirkschneider, Wolf Hoffmann, Jörg Fischer, Peter Baltes, Stefan Kaufmann, Deaffy, Gaby Hoffman       | Udo Dirkschneider |
| Screaming for a Love-Bite (Live) | A Metal Blast from the Past (DVD)   | 1985 | Udo Dirkschneider, Wolf Hoffmann, Jörg Fischer, Peter Baltes, Stefan Kaufmann, Deaffy, Gaby Hoffman       | Udo Dirkschneider |
| Seawinds                         | Accept                              | 1979 | Udo Dirkschneider, Peter Baltes, Wolf Hoffmann, Jörg Fischer, Frank Friedrich                             | Peter Baltes      |
| Shades of Death                  | Blood of the Nations                | 2010 | Peter Baltes, Wolf Hoffmann, Mark Tornillo                                                                | Mark Tornillo     |
| Shadow Soldiers                  | Stalingrad: Brothers in Death       | 2012 | Peter Baltes, Wolf Hoffmann, Mark Tornillo                                                                | Mark Tornillo     |
| Shadow Soldiers (Live)           | Blind Rage (DVD)                    | 2013 | Peter Baltes, Wolf Hoffmann, Mark Tornillo                                                                | Mark Tornillo     |
| Shake Your Heads                 | Restless and Wild                   | 1982 | Wolf Hoffmann, Stefan Kaufmann, Udo Dirkschneider, Peter Baltes                                           | Udo Dirkschneider |
| Sick, Dirty and Mean             | Objection Overruled                 | 1993 | Udo Dirkschneider, Wolf Hoffmann, Peter Baltes, Stefan Kaufmann, Deaffy, Gaby Hoffman                     | Udo Dirkschneider |
| Slaves to Metal                  | Objection Overruled                 | 1993 | Udo Dirkschneider, Wolf Hoffmann, Peter Baltes, Stefan Kaufmann, Deaffy, Gaby Hoffman                     | Udo Dirkschneider |
| Slaves to Metal (Videoclip)      | A Metal Blast from the Past (DVD)   | 1993 | Udo Dirkschneider, Wolf Hoffmann, Peter Baltes, Stefan Kaufmann, Deaffy, Gaby Hoffman                     | Udo Dirkschneider |
| Slaves to Metal (Live)           | A Metal Blast from the Past (DVD)   | 1993 | Udo Dirkschneider, Wolf Hoffmann, Peter Baltes, Stefan Kaufmann, Deaffy, Gaby Hoffman                     | Udo Dirkschneider |
| Slaves to Metal (Live)           | All Areas – Worldwide               | 1997 | Udo Dirkschneider, Wolf Hoffmann, Peter Baltes, Stefan Kaufmann, Deaffy, Gaby Hoffman                     | Udo Dirkschneider |
| Sodom & Gomorra                  | Death Row                           | 1994 | Udo Dirkschneider, Wolf Hoffmann, Peter Baltes, Stefan Kaufmann, Stefan Schwarzmann, Deaffy, Gaby Hoffman | Udo Dirkschneider |
| Sodom & Gomorra (Live)           | All Areas – Worldwide               | 1997 | Udo Dirkschneider, Wolf Hoffmann, Peter Baltes, Stefan Kaufmann, Stefan Schwarzmann, Deaffy, Gaby Hoffman | Udo Dirkschneider |
| Son of a Bitch                   | Breaker                             | 1981 | Udo Dirkschneider, Wolf Hoffmann, Jörg Fischer, Peter Baltes, Stefan Kaufmann                             | Udo Dirkschneider |
| Son of a Bitch (Live)            | Staying a Life                      | 1985 | Udo Dirkschneider, Wolf Hoffmann, Jörg Fischer, Peter Baltes, Stefan Kaufmann                             | Udo Dirkschneider |
| Son of a Bitch (Live)            | A Metal Blast from the Past (DVD)   | 1985 | Udo Dirkschneider, Wolf Hoffmann, Jörg Fischer, Peter Baltes, Stefan Kaufmann                             | Udo Dirkschneider |
| Son of a Bitch (Live)            | All Areas – Worldwide               | 1997 | Udo Dirkschneider, Wolf Hoffmann, Jörg Fischer, Peter Baltes, Stefan Kaufmann                             | Udo Dirkschneider |
| Sounds of War                    | Accept                              | 1979 | Udo Dirkschneider, Peter Baltes, Wolf Hoffmann, Jörg Fischer, Frank Friedrich                             | Peter Baltes      |
| Stalingrad                       | Stalingrad: Brothers in Death       | 2012 | Peter Baltes, Wolf Hoffmann, Mark Tornillo                                                                | Mark Tornillo     |
| Stalingrad (Live)                | Blind Rage (DVD)                    | 2013 | Peter Baltes, Wolf Hoffmann, Mark Tornillo                                                                | Mark Tornillo     |
| Stampede                         | Blind Rage                          | 2014 | Peter Baltes, Wolf Hoffmann, Mark Tornillo                                                                | Mark Tornillo     |
| Stand 4 What U R                 | Eat the Heat                        | 1989 | David Reece, Wolf Hoffmann, Peter Baltes, Stefan Kaufmann, Jim Stacey, Deaffy, Gaby Hoffman               | David Reece       |
| Stand Tight                      | Russian Roulette                    | 1986 | Udo Dirkschneider, Wolf Hoffmann, Jörg Fischer, Peter Baltes, Stefan Kaufmann, Deaffy, Gaby Hoffman       | Udo Dirkschneider |
| Starlight                        | Breaker                             | 1981 | Udo Dirkschneider, Wolf Hoffmann, Jörg Fischer, Peter Baltes, Stefan Kaufmann                             | Udo Dirkschneider |
| Starlight (Live)                 | A Metal Blast from the Past (DVD)   | 1993 | Udo Dirkschneider, Wolf Hoffmann, Jörg Fischer, Peter Baltes, Stefan Kaufmann                             | Udo Dirkschneider |
| Starlight (Live)                 | All Areas – Worldwide               | 1997 | Udo Dirkschneider, Wolf Hoffmann, Jörg Fischer, Peter Baltes, Stefan Kaufmann                             | Udo Dirkschneider |
| Stone Evil                       | Death Row                           | 1994 | Udo Dirkschneider, Wolf Hoffmann, Peter Baltes, Stefan Kaufmann, Stefan Schwarzmann, Deaffy, Gaby Hoffman | Udo Dirkschneider |
| Stone Evil (Live)                | All Areas – Worldwide               | 1997 | Udo Dirkschneider, Wolf Hoffmann, Peter Baltes, Stefan Kaufmann, Stefan Schwarzmann, Deaffy, Gaby Hoffman | Udo Dirkschneider |
| Street Fighter                   | Accept                              | 1979 | Udo Dirkschneider, Peter Baltes, Wolf Hoffmann, Jörg Fischer, Frank Friedrich                             | Udo Dirkschneider |
| Sucks To Be You                  | Too Mean To Die                     | 2021 | Wolf Hoffmann, Mark Tornillo, Martin Motnik                                                               | Mark Tornillo     |
| Symphony Of Pain                 | Too Mean To Die                     | 2021 | Wolf Hoffmann, Mark Tornillo, Deaffy, Gaby Hoffman                                                        | Mark Tornillo     |
| T.V. War                         | Russian Roulette                    | 1986 | Udo Dirkschneider, Wolf Hoffmann, Jörg Fischer, Peter Baltes, Stefan Kaufmann, Deaffy, Gaby Hoffman       | Udo Dirkschneider |
| Take Him in My Heart             | Accept                              | 1979 | Udo Dirkschneider, Peter Baltes, Wolf Hoffmann, Jörg Fischer, Frank Friedrich                             | Udo Dirkschneider |
| Take Out the Crime               | Predator                            | 1996 | Stefan Kaufmann, Udo Dirkschneider, Deaffy, Gaby Hoffman                                                  | Udo Dirkschneider |
| Teach Us to Survive              | Metal Heart                         | 1985 | Udo Dirkschneider, Wolf Hoffmann, Jörg Fischer, Peter Baltes, Stefan Kaufmann, Deaffy, Gaby Hoffman       | Udo Dirkschneider |
| Teutonic Terror                  | Blood of the Nations                | 2010 | Peter Baltes, Wolf Hoffmann, Mark Tornillo                                                                | Mark Tornillo     |
| Teutonic Terror (Videoclip)      | Stalingrad: Brothers in Death (DVD) | 2010 | Peter Baltes, Wolf Hoffmann, Mark Tornillo                                                                | Mark Tornillo     |
| Teutonic Terror (Live)           | Stalingrad: Brothers in Death (DVD) | 2010 | Peter Baltes, Wolf Hoffmann, Mark Tornillo                                                                | Mark Tornillo     |
| Teutonic Terror (Live)           | Stampede (Single)                   | 2013 | Peter Baltes, Wolf Hoffmann, Mark Tornillo                                                                | Mark Tornillo     |
| Teutonic Terror (Live)           | Blind Rage (DVD)                    | 2013 | Peter Baltes, Wolf Hoffmann, Mark Tornillo                                                                | Mark Tornillo     |
| That’s Rock ’N’ Roll             | Accept                              | 1979 | Udo Dirkschneider, Peter Baltes, Wolf Hoffmann, Jörg Fischer, Frank Friedrich                             | Udo Dirkschneider |
| The Abyss                        | Blood of the Nations                | 2010 | Peter Baltes, Wolf Hoffmann, Mark Tornillo                                                                | Mark Tornillo     |
| The Abyss (Live)                 | Stalingrad: Brothers in Death (DVD) | 2010 | Peter Baltes, Wolf Hoffmann, Mark Tornillo                                                                | Mark Tornillo     |
| The Beast Inside                 | Death Row                           | 1994 | Udo Dirkschneider, Wolf Hoffmann, Peter Baltes, Stefan Kaufmann, Stefan Schwarzmann, Deaffy, Gaby Hoffman | Udo Dirkschneider |
| The Beast Inside (Live)          | All Areas – Worldwide               | 1997 | Udo Dirkschneider, Wolf Hoffmann, Peter Baltes, Stefan Kaufmann, Stefan Schwarzmann, Deaffy, Gaby Hoffman | Udo Dirkschneider |
| The Best Is Yet to Come          | Too Mean To Die                     | 2021 | Wolf Hoffmann, Mark Tornillo, Deaffy, Gaby Hoffman, Martin Motnik                                         | Mark Tornillo     |
| The Curse                        | Blind Rage                          | 2014 | Peter Baltes, Wolf Hoffmann, Mark Tornillo                                                                | Mark Tornillo     |
| The Galley                       | Stalingrad: Brothers in Death       | 2012 | Peter Baltes, Wolf Hoffmann, Mark Tornillo                                                                | Mark Tornillo     |
| The King                         | I’m a Rebel                         | 1980 | Udo Dirkschneider, Peter Baltes, Wolf Hoffmann, Jörg Fischer, Stefan Kaufmann, Dirk Steffens              | Peter Baltes      |
| The Quick and the Dead           | Stalingrad: Brothers in Death       | 2012 | Peter Baltes, Wolf Hoffmann, Mark Tornillo                                                                | Mark Tornillo     |
| The Rise of Chaos                | The Rise of Chaos                   | 2017 | Mark Tornillo, Wolf Hoffmann, Uwe Lulis, Peter Baltes, Christopher Williams                               | Mark Tornillo     |
| The Undertaker                   | Too Mean To Die                     | 2021 | Mark Tornillo, Wolf Hoffmann                                                                              | Mark Tornillo     |
| This One’s for You               | Objection Overruled                 | 1993 | Udo Dirkschneider, Wolf Hoffmann, Peter Baltes, Stefan Kaufmann, Deaffy, Gaby Hoffman                     | Udo Dirkschneider |
| This One’s for You (Live)        | All Areas – Worldwide               | 1997 | Udo Dirkschneider, Wolf Hoffmann, Peter Baltes, Stefan Kaufmann, Deaffy, Gaby Hoffman                     | Udo Dirkschneider |
| Thrown to the Wolves             | Blind Rage                          | 2014 | Wolf Hoffmann, Mark Tornillo                                                                              | Mark Tornillo     |
| Thunder and Lightning            | I’m a Rebel                         | 1980 | Udo Dirkschneider, Peter Baltes, Wolf Hoffmann, Jörg Fischer, Stefan Kaufmann                             | Udo Dirkschneider |
| Time Machine                     | Blood of the Nations                | 2010 | Peter Baltes, Wolf Hoffmann, Mark Tornillo                                                                | Mark Tornillo     |
| Tired of Me                      | Accept                              | 1979 | Udo Dirkschneider, Peter Baltes, Wolf Hoffmann, Jörg Fischer, Frank Friedrich                             | Udo Dirkschneider |
| Too High to Get It Right         | Metal Heart                         | 1985 | Udo Dirkschneider, Wolf Hoffmann, Jörg Fischer, Peter Baltes, Stefan Kaufmann, Deaffy, Gaby Hoffman       | Udo Dirkschneider |
| Too High to Get It Right (Live)  | All Areas – Worldwide               | 1997 | Udo Dirkschneider, Wolf Hoffmann, Jörg Fischer, Peter Baltes, Stefan Kaufmann, Deaffy, Gaby Hoffman       | Udo Dirkschneider |
| Too Mean To Die                  | Too Mean To Die                     | 2021 | Wolf Hoffmann, Mark Tornillo, Deaffy, Gaby Hoffman                                                        | Mark Tornillo     |
| Trail Of Tears                   | Blind Rage                          | 2014 | Peter Baltes, Wolf Hoffmann, Mark Tornillo                                                                | Mark Tornillo     |
| Turn Me On                       | Balls to the Wall                   | 1983 | Udo Dirkschneider, Herman Frank, Wolf Hoffmann, Peter Baltes, Stefan Kaufmann, Deaffy, Gaby Hoffman       | Udo Dirkschneider |
| Turn the Wheel                   | Eat the Heat                        | 1989 | David Reece, Wolf Hoffmann, Peter Baltes, Stefan Kaufmann, Jim Stacey, Deaffy, Gaby Hoffman               | David Reece       |
| Twist of Fate                    | Stalingrad: Brothers in Death       | 2012 | Peter Baltes, Wolf Hoffmann, Mark Tornillo                                                                | Mark Tornillo     |
| Up to the Limit                  | Metal Heart                         | 1985 | Udo Dirkschneider, Wolf Hoffmann, Jörg Fischer, Peter Baltes, Stefan Kaufmann, Deaffy, Gaby Hoffman       | Udo Dirkschneider |
| Up to the Limit (Live)           | Kaizoku-Ban                         | 1985 | Udo Dirkschneider, Wolf Hoffmann, Jörg Fischer, Peter Baltes, Stefan Kaufmann, Deaffy, Gaby Hoffman       | Udo Dirkschneider |
| Up to the Limit (Live)           | Staying a Life                      | 1985 | Udo Dirkschneider, Wolf Hoffmann, Jörg Fischer, Peter Baltes, Stefan Kaufmann, Deaffy, Gaby Hoffman       | Udo Dirkschneider |
| Up to the Limit (Live)           | A Metal Blast from the Past (DVD)   | 1985 | Udo Dirkschneider, Wolf Hoffmann, Jörg Fischer, Peter Baltes, Stefan Kaufmann, Deaffy, Gaby Hoffman       | Udo Dirkschneider |
| Up to the Limit (Live)           | Blind Rage (DVD)                    | 2013 | Udo Dirkschneider, Wolf Hoffmann, Jörg Fischer, Peter Baltes, Stefan Kaufmann, Deaffy, Gaby Hoffman       | Mark Tornillo     |
| Walking in the Shadow            | Russian Roulette                    | 1986 | Udo Dirkschneider, Wolf Hoffmann, Jörg Fischer, Peter Baltes, Stefan Kaufmann, Deaffy, Gaby Hoffman       | Udo Dirkschneider |
| Wanna Be Free                    | Blind Rage                          | 2014 | Peter Baltes, Wolf Hoffmann, Mark Tornillo                                                                | Mark Tornillo     |
| What Else                        | Death Row                           | 1994 | Udo Dirkschneider, Wolf Hoffmann, Peter Baltes, Stefan Kaufmann, Stefan Schwarzmann, Deaffy, Gaby Hoffman | Udo Dirkschneider |
| What Else (Live)                 | All Areas – Worldwide               | 1997 | Udo Dirkschneider, Wolf Hoffmann, Peter Baltes, Stefan Kaufmann, Stefan Schwarzmann, Deaffy, Gaby Hoffman | Udo Dirkschneider |
| What’s Done Is Done              | The Rise of Chaos                   | 2017 | Mark Tornillo, Wolf Hoffmann, Uwe Lulis, Peter Baltes, Christopher Williams                               | Mark Tornillo     |
| Winter dreams                    | Balls to the Wall                   | 1983 | Udo Dirkschneider, Herman Frank, Wolf Hoffmann, Peter Baltes, Stefan Kaufmann, Deaffy, Gaby Hoffman       | Udo Dirkschneider |
| Worlds Colliding                 | The Rise of Chaos                   | 2017 | Mark Tornillo, Wolf Hoffmann, Uwe Lulis, Peter Baltes, Christopher Williams                               | Mark Tornillo     |
| Writing on the Wall              | Death Row                           | 1994 | Udo Dirkschneider, Wolf Hoffmann, Peter Baltes, Stefan Kaufmann, Stefan Schwarzmann, Deaffy, Gaby Hoffman | Udo Dirkschneider |
| Wrong Is Right                   | Metal Heart                         | 1985 | Udo Dirkschneider, Wolf Hoffmann, Jörg Fischer, Peter Baltes, Stefan Kaufmann, Deaffy, Gaby Hoffman       | Udo Dirkschneider |
| X-T-C                            | Eat the Heat                        | 1989 | David Reece, Wolf Hoffmann, Peter Baltes, Stefan Kaufmann, Jim Stacey, Deaffy, Gaby Hoffman               | David Reece       |
| Zombie Apocalypse                | Too Mean To Die                     | 2021 | Mark Tornillo, Wolf Hoffmann                                                                              | Mark Tornillo     |